# Bálványosi Nyári Szabadegyetem és Diáktábor
A Bálványosi Nyári Szabadegyetem és Diáktábor (közismertebb nevén Tusványos) a Kárpát-medence nagyszabású szellemi műhelye, amely eredeti szándéka szerint a határon átnyúló együttműködést, a román–magyar párbeszédet és a kulturált magyar–magyar politikai eszmecserét tűzte ki célul, azonban az évek múltával egyre inkább a FIDESZ tagjai és a hozzájuk közel álló szellemi holdudvar képviselői fejtik ki a táborban gondolataikat, legtöbbször érdemi viták nélkül.
1990 óta minden év júliusának második felében megrendezik, eleinte Bálványosfürdőn, később Tusnádfürdőn, ezek összevonásából kapta a közismert Tusványos nevet. A táborban a közéleti témák mellett a kikapcsolódásra és a szórakozásra is van lehetőség, amiről a népművészeti, sport- vagy zenés-filmes sátrak, valamint a magyarországi és erdélyi magyar együttesek esti koncertjei gondoskodnak. Az elmúlt három évtized alatt a politikai rendezvényekhez képest a könnyűzenei programok látogatottsága számottevően megnőtt.

## Alapítása
David Campanale, a BBC brit újságírójának ötlete alapján 1989-ben határozták el fiatal magyarországi és erdélyi politikusok, köztük Németh Zsolt, a Fidesz képviselője, valamint Toró T. Tibor és Szilágyi Zsolt, a későbbi Erdélyi Magyar Nemzeti Tanács alelnökei, hogy egy olyan rendezvényt szerveznek, amely lehetőséget ad az egymás közötti, illetve a románok és magyarok közötti párbeszédre.
Az első szabadegyetemet 1990 nyarán tartották Bálványosfürdőn a Fidesz kisebbségi titkársága, az angol Fiatal Szociál-Liberális Demokraták és erdélyi Magyar Ifjúsági Szervezetek Szövetsége rendezésében, melyen előadóként részt vett többek között Litván György, Schöpflin György és Lengyel László politológusok, valamint Norman Stone brit történész. A rendezvényen nem a napi politikai eseményekről beszéltek, hanem egy-egy tudományág (irodalom, történelem, szociológia, közgazdaságtan, politológia, jog) egyetemesebb megközelítésével foglalkoztak angol, magyar, román és romániai magyar előadók segítségével.

## Története

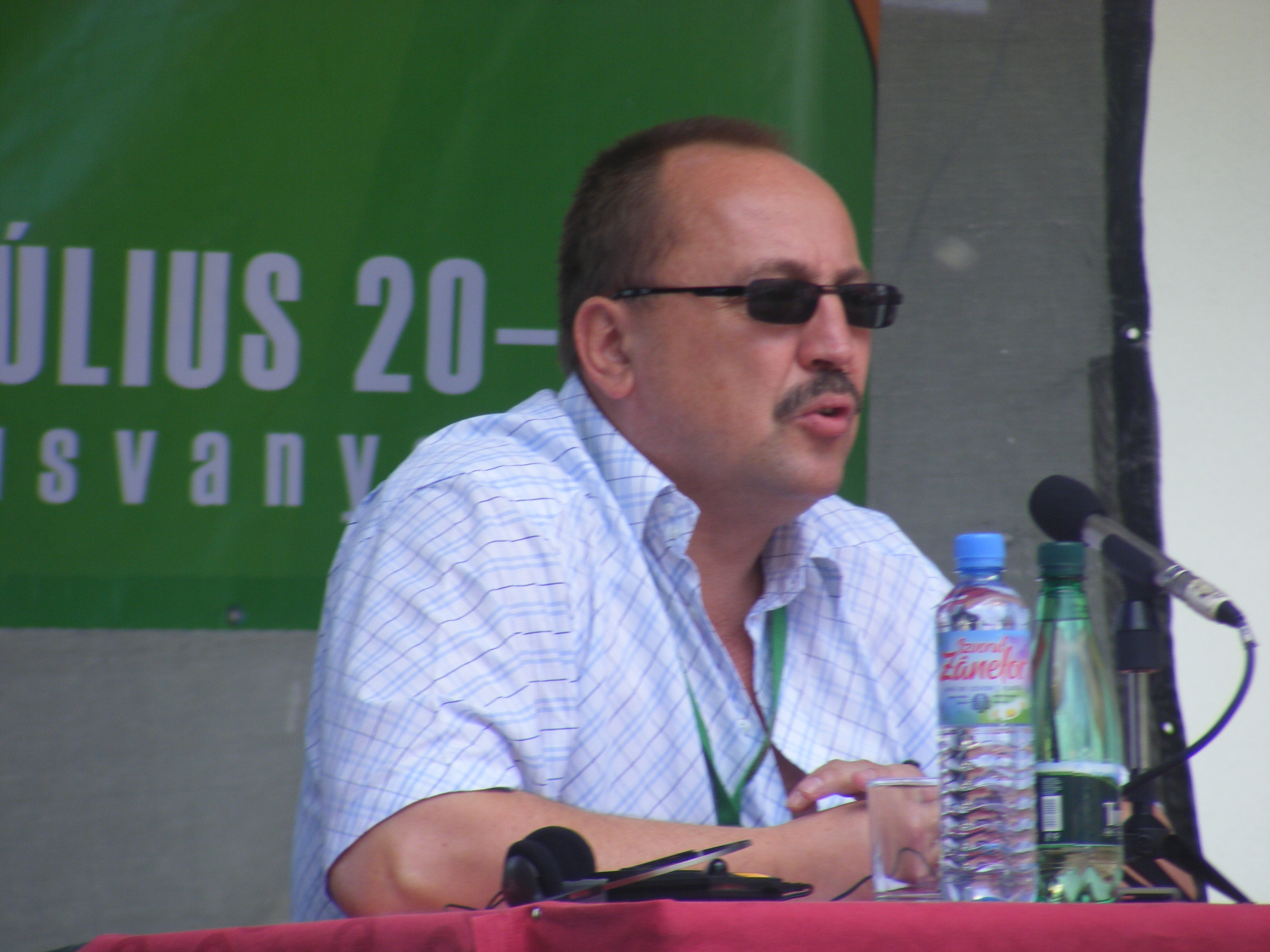
Németh Zsolt a 2010-es Tusványoson

Minden évben bővült a rendezvény mérete, egyre több lett a résztvevő, ezért 1997-től már a közeli Tusnádfürdőn kellett megszervezni, de a szabadegyetem megtartotta az eredeti nevét. Az évek során többször megfordult itt Orbán Viktor, Martonyi János, Semjén Zsolt, Tőkés László, Markó Béla, Németh Zsolt, Mádl Ferenc, Hernádi Zsolt, míg román részről Adrian Severin, Traian Băsescu és Emil Constantinescu is.
A szervezést később átvette a Pro Minoritate Alapítvány, Erdélyből a Jakabffy Elemér Alapítvány és a Reform Alapítvány, a nagyváradi Partitipatio Alapítvány és az Integratio Alapítvány, román oldalról kezdetben a Pro Europa Liga, később a Horia Rusu Alapítvány. 2001-ben a szabadegyetem főszervezői feladatait a KMDSZ vette át, ezzel a rendezvény hivatalos neve Bálványosi Nyári Szabadegyetem és Diáktábor lett, betöltve a megszűnt homoródfürdői éves Erdélyi Diáktábor helyét is. Ezáltal bővült a résztvevői kör az egyetemisták irányába, és az esemény fesztiválhangulata is erősödött.
2008-tól a kolozsvári székhelyű ernyőszervezet, a Magyar Ifjúsági Tanács (MIT) a Tusványos hivatalos erdélyi szervezője.
2009-ben létrejött a Bálványosi Intézet, amellyel állandósultak a szabadegyetem funkciói. Az intézet Tusványos politikaiműhely-jellegét megtartva továbbviszi a szellemiségét képzések szervezésével, publikációs lehetőségek biztosításával. Ebben az évben, a rendezvény 20. évfordulójának megünneplésére egy életfát is állítottak az eredeti helyszínen, Bálványoson, amit 2014-ben, a 25. évfordulón megkoszorúztak a résztvevők.

## Vitatott beszédek

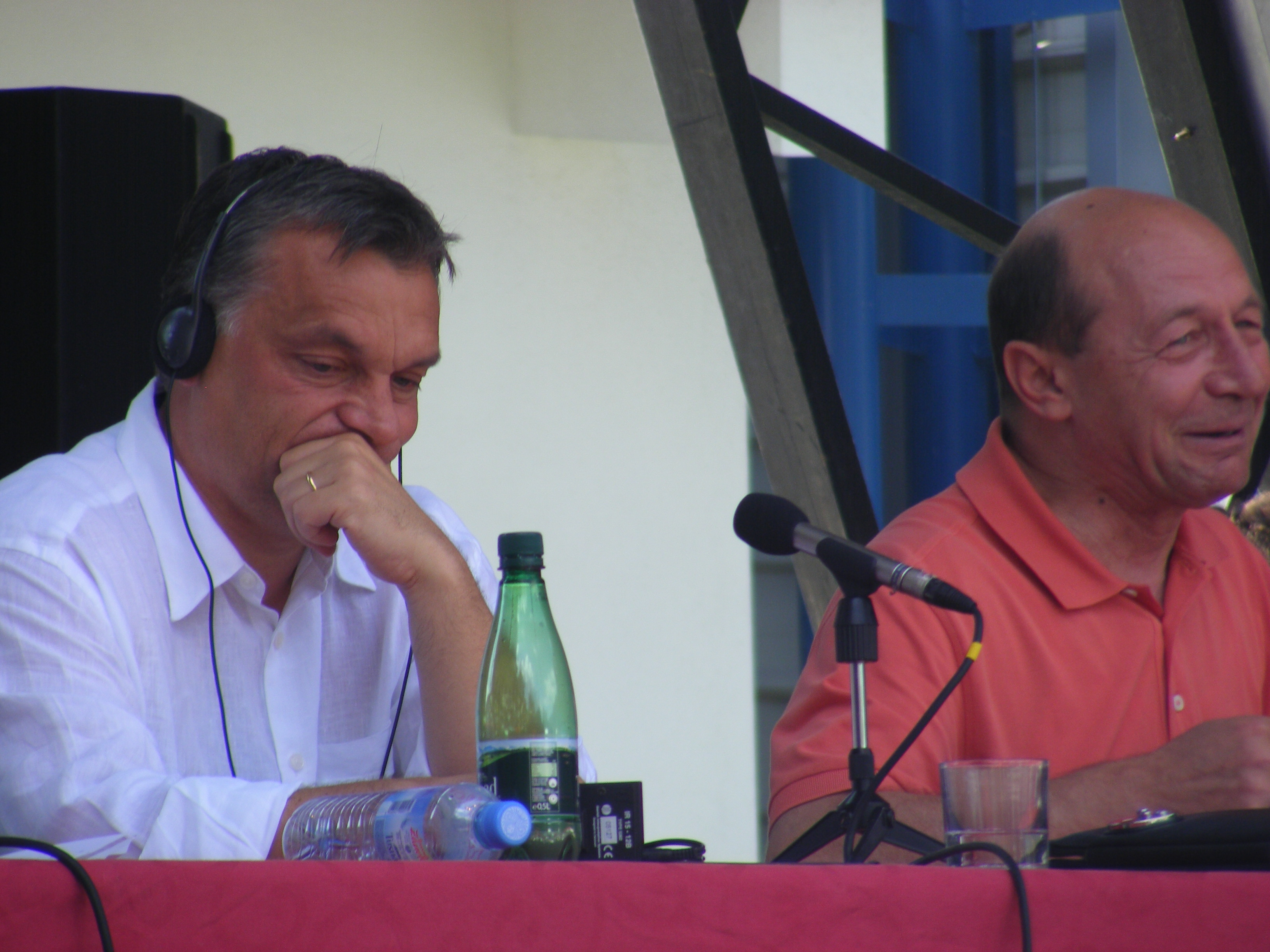
Orbán Viktor és Traian Băsescu a 2010-es Tusványoson

Bár a szabadegyetem teljesen informális rendezvény, többször is elhangoztak olyan előadások és beszédek, amelyek széles körű vitákat gerjesztettek Magyarországon és Romániában. 2004-ben Orbán Viktor kijelentette: „[…] a romániai demokrácia állapota ma nem jogosítja fel Romániát arra, hogy gyors felvételében reménykedhessen az Európai Unióba”. A következő évben pedig a korábbi eredménytelen kettős állampolgársági népszavazásra utalva azt mondta: „amikor a baloldal erre időnként lehetőséget kapott, akkor rárontott a saját nemzetére”.
2009-ben Traian Băsescu román államfő állítása – miszerint a román alkotmány nem teszi lehetővé a nemzetiségi területi autonómia kialakítását – váltott ki füttykoncertet és vitákat. 2014-ben a 25. Bálványosi Szabadegyetem és Diáktábor rendezvényén Orbán Viktor magyar miniszterelnök az új magyar államszerveződés alapjáról tartott beszédet, amelyben kifejtette, hogy egy munkaalapú állam létrehozása a cél, amelynek azonban nem teljesen liberális természetűnek kell majd lennie. A beszéd heves reakciókat váltott ki a magyar és román politikai életben, valamint nemzetközi szinten is véleményeket generált.
2022. július 23-án elhangzott beszédében a miniszterelnök sokakat megdöbbentett, amikor kijelentette: "Mi nem vagyunk kevert fajúak." 2023. július 22-én az Európai Uniót a következőkkel vádolta meg: "Elítéli a keresztény közösséget, lakosságcserét akar végrehajtani, és LMBTQ-hadjáratot folytat a családbarát nemzetekkel szemben."

## A rendezvények listája
| Szám           | Év             | Időpont (július) | Mottó                                                             |
| Bálványosfürdő | Bálványosfürdő | Bálványosfürdő   | Bálványosfürdő                                                    |
| -------------- | -------------- | ---------------- | ----------------------------------------------------------------- |
| 1.             | 1990           | 21–29.           | Átmenet a diktatúrából a demokráciába                             |
| 2.             | 1991           | 21–28.           | Napforduló után                                                   |
| 3.             | 1992           | 19–26.           | III. Nyári Szabadegyetem                                          |
| 4.             | 1993           | 20–24.           | Románia Kelet és Nyugat között                                    |
| 5.             | 1994           | 20–23.           | A baloldali nosztalgia Közép- és Kelet-Európában                  |
| 6.             | 1995           | 17–22.           | Közös kihívások az átmenet során                                  |
| 7.             | 1996           | 22–27.           | VII. Nyári Szabadegyetem                                          |
| Tusnádfürdő    |                |                  |                                                                   |
| 8.             | 1997           | 21–26.           | A posztkommunizmus nyomorúsága                                    |
| 9.             | 1998           | 20–25.           | Kelet-Közép Európából Európa felé                                 |
| 10.            | 1999           | 19–25.           | Közép-Európa? Kelet-Európa? Balkán? – regionalizmus és integráció |
| 11.            | 2000           | 24–29.           | Politikusok rövidnadrágban                                        |
| 12.            | 2001           | 23–28.           | Tíz évvel a Napforduló után – kényszerek és lehetőségek           |
| 13.            | 2002           | 21–28.           | A polgári kibontakozás Európában                                  |
| 14.            | 2003           | 20–27.           | Együtt vagy külön utakon – Integráció és nemzeti érdek            |
| 15.            | 2004           | 18–25.           | Tusványos az igazi – Kelet-Közép-Európa az EU-bővítés             |
| 16.            | 2005           | 17–24.           | Összetartozunk ?! – Az Európai Unió kihívásai és lehetőségei      |
| 17.            | 2006           | 18–23.           | Így is lehet – Egy másik Románia, egy másik Magyarország          |
| 18.            | 2007           | 17–22.           | Vitán felül                                                       |
| 19.            | 2008           | 15–20.           | Más kép                                                           |
| 20.            | 2009           | 14–19.           | Tusványos, természetesen! Húsz esztendőm hatalom                  |
| 21.            | 2010           | 20–25.           | Nyílt lapokkal. Tusványos 21.                                     |
| 22.            | 2011           | 19–24.           | Összenő, ami összetartozik!                                       |
| 23.            | 2012           | 24–29.           | Tusványos a világ közepe!                                         |
| 24.            | 2013           | 23–28.           | A mi időnk                                                        |
| 25.            | 2014           | 22–27.           | Történetekből történelem                                          |
| 26.            | 2015           | 21–26.           | Több mint fesztivál!                                              |
| 27.            | 2016           | 19–24.           | Itthon voltunk, vagyunk, leszünk Európában!                       |
| 28.            | 2017           | 18–23.           | A biztos pont                                                     |
| 29.            | 2018           | 24–29.           | Szenvedélyünk Tusványos!                                          |
| 30.            | 2019           | 23–28.           | Harminc éve szabadon                                              |
| 31.            | 2022           | 19–24.           | Van, ami örök!                                                    |
| 32.            | 2023           | 18–23.           | A béke ideje                                                      |
| 33.            | 2024           | 23–28.           | Jobb pályán                                                       |
| 34.            | 2025           | 22–27.           | Ránk számíthatsz!                                                 |